# Castello di Panker
Il castello di Panker (in tedesco Gut Panker) è un castello situato a Panker, nel circondario di Plön (Schleswig-Holstein), in Germania. 
Il maniero, spesso chiamato castello, è di proprietà del casato d'Assia e la tenuta circostante è una meta turistica della regione della Svizzera dell'Holstein con diversi ristoranti, gallerie e artigiani.

## Storia
Una tenuta padronale esiste fin dai tempi dei Vendi. Nel tardo Medioevo era di proprietà della famiglia von Rantzau. La famiglia è citata in documenti già nel XIV secolo e si divise in diversi rami che possedevano enormi proprietà nella regione. Il castello fu costruito nel 1650 e venduto da Hans von Rantzau poco prima della sua morte, avvenuta nel 1740.
Il re Federico I di Svezia, nato signore dell'Assia-Kassel, acquistò la proprietà per 88.000 talleri, seguita dalle tenute vicine di Schmoel, vicino a Schwartbuck, e Hohenfelde, vicino a Schönberg, per 138.000 talleri. Lo fece per stabilire i suoi figli, nati dal suo matrimonio morganatico con la contessa Hedwige Ulrique Taube (morta nel 1744), che erano stati esclusi dal trono svedese. Essi furono nominati conti di Hessenstein con il permesso dell'Imperatore del Sacro Romano Impero nel 1741. Il figlio maggiore, il conte Frédéric-Guillaume de Hessenstein (1735-1808), si stabilì qui ed ereditò i quattro possedimenti alla morte del fratello minore nel 1769. Ottenne immediatamente lo status di Impero per le sue terre. Alla sua morte, avvenuta senza matrimonio, le sue terre passarono in amministrazione fiduciaria al langravio Carlo d'Assia-Kassel (1744-1836), genero del re Federico V di Danimarca. Fu governatore (statthalter) dello Schleswig-Holstein per la corona danese e risiedette nel castello di Gottorf.
Sebbene le proprietà fossero ben gestite, il castello fu raramente abitato se non dal langravio Federico Guglielmo d'Assia-Kassel, figlio di una principessa danese, e da sua moglie Anna di Prussia (1836-1918). Qui nacque il figlio Federico Carlo d'Assia-Kassel. Per tutta la vita, questo cognato dell'imperatore Guglielmo II, genero dell'illuminato e liberale imperatore Federico III, mantenne stretti rapporti con la corona danese. Fu persino nominato re di Finlandia per alcuni mesi durante la Grande Guerra.
Parte della tenuta fu divisa e venduta dopo il 1918, al momento della crisi economica. Nel 1928, la famiglia Assia-Kassel istituì una fondazione, la Hessische Hausstiftung, per gestire ciò che rimaneva. Oggi il castello è sempre proprietà del casato d'Assia ha aperto al pubblico alcune sale del castello.

## Descrizione
La parte centrale dell'edificio principale risale al 1650 e fu ampliata nel XVIII secolo con edifici ad ala in stile barocco. All'inizio del XIX secolo, la casa fu ulteriormente ampliata e ingrandita. In origine, Panker era circondato da un grande giardino barocco. Nel XIX secolo il giardino fu trasformato in un parco all'inglese.
A nord-est dell'edificio principale si trova la portineria, che originariamente delimitava il cortile della tenuta. L'edificio fu eretto nel 1790 e fungeva sia da portineria che da residenza per i cavalieri. Oggi la casa ospita appartamenti per le vacanze. Alcuni degli edifici annessi sono stati distrutti da un incendio nel 1957, ma alcuni sono rimasti e sono ora utilizzati come scuderie e gallerie.
A nord-ovest, alla fine di un viale, si trova la cappella della tenuta, costruita nel 1890 in stile storicista con facciate in mattoni rossi e catene angolari bugnate. Le funzioni regolari non si tengono più qui, ma la cappella può essere affittata per i matrimoni.